# 欧诺弥亚
欧诺弥亚（希臘語：Εὐνομία，又译作尤诺米阿）是希腊神话中司管明智法律与良好秩序的女神。时序三女神荷赖之一。
赫西俄德的著作《神谱》中记载，她是宙斯和忒弥斯的3个女儿之一，主要是维护社会的司法、纪律与安定。正义女神狄刻与和平女神厄瑞涅是她的姐妹。
欧诺弥亚系古希腊政治家梭伦用于描述理想政制的代名词，其着眼于整体福祉，而非个体利益。
于1851年7月29日被人类发现的第15颗小行星—司法星（Eunomia）正是以她的名字命名。